# Stanislao Zurlo
Stanislao Francesco Zurlo (Cosenza, 2 aprile 1963) è un politico italiano, presidente della Provincia di Crotone dal 22 giugno 2009 al 12 ottobre 2014.

## Biografia e carriera
Avvocato ed imprenditore agricolo, inizia la sua attività politica con Alleanza Nazionale. Nel 1995 viene eletto consigliere provinciale, per una legislatura, ed è due volte consigliere comunale di Crotone dal 1997 al 2006. Nel frattempo svolge il ruolo di presidente del Consorzio di Bonifica "Bassa Valle del Neto", fino al 2008. Nel 2006 viene eletto, in un combattuto congresso di Alleanza Nazionale, segretario provinciale del partito.
Alle elezioni politiche del 2008 è candidato al Senato della Repubblica, in posizione non utile, per le liste del Popolo della Libertà in Calabria.
Nel 2009 viene indicato dal Popolo della Libertà come candidato alla presidenza della Provincia di Crotone in contrapposizione ad un centrosinistra spaccato in due tra la candidatura di Ubaldo Schifino (PD) e del presidente uscente Sergio Iritale. Al primo turno (6-7 giugno), Zurlo ottiene il 29,7% dei voti. Viene eletto presidente della Provincia dopo il turno di ballottaggio (21-22 giugno) prevalendo su Ubaldo Schifino con il 52% dei consensi.
Il 25 giugno 2014 si dimette dalla carica di presidente della Provincia di Crotone in seguito alla scadenza naturale del suo mandato. Gli succede alla carica di presidente il sindaco di Crotone Peppino Vallone.
Alle elezioni regionali del 23 novembre 2014 si candida al Consiglio regionale della Calabria nella lista Fratelli d'Italia, ottenendo 1.969 preferenze nella circoscrizione "Centro", senza tuttavia essere eletto.

### Controversie
Nell'agosto 2011 la prefettura di Crotone, su delega del Ministero dell'Interno, invia una commissione d'accesso agli atti alla Provincia di Crotone per accertare se sussistono i presupposti dello scioglimento dell'ente locale per infiltrazioni mafiose (Art. 143 del D.lgs. n°. 267/2000). Il tutto a seguito di un'operazione della DIA, dove si ipotizza il reato di voto di scambio.
Il 7 maggio 2012 il procedimento si conclude con un nulla di fatto in quanto, sulla base della relazione prefettizia, il Ministero dell'Interno ritiene che non ci siano i presupposti per sciogliere l'ente provinciale guidato da Stanislao Zurlo.